# La odalisca n.º 13
La odalisca n.º 13 es una película de comedia y fantasía mexicana de 1958, escrita y dirigida por Fernando Cortés y protagonizada por Viruta y Capulina y Germán Valdés «Tin-Tan», junto a las actrices, María Antonieta Pons, Lorena Velázquez y Donna Behar. Es la secuela de la película de Tin-Tan del mismo año, Las mil y una noches, en la que también apareció Pons, y la segunda parte de una trilogía de películas protagonizadas por el dúo cómico con temática del desierto, que empezó con Los legionarios (1958) y finalizó con Los tigres del desierto (1960). Esta es la única película filmada a color en la que Viruta y Capulina actúan junto a Tin-Tan, aunque posteriormente reaparecerían juntos en la película filmada en blanco y negro, ¡En peligro de muerte! (1962) junto a las hermanas Velázquez.

## Argumento
Unos artistas viajan por el Oriente donde un príncipe árabe rapta a la estrella, y sus amigos tratan de rescatarla.

## Reparto
- Marco Antonio Campos "Viruta" como Don Camilo Rodríguez Fernández.
- Gaspar Henaine "Capulina" como Emir Ali Kaído.
- Germán Valdés "Tin-Tan" como Quinquín.
- María Antonieta Pons como Pilar.
- Lorena Velázquez como Favorita del Emir.
- Donna Behar como Odalisca del Emir.
- Marcelo Chávez como Buenchachá.
- Guillermo Álvarez Bianchi como Emisario del Emir.
- Miguel Arenas como Doctor del Emir.
- Jorge Russek
- Antonio Brillas como Emisario del Emir.
- Ramón Valdés
- Manuel Santigosa
- Ángel Di Stefani como Portero.
- Chel López
- Manuel Dondé
- Margarito Esperanza como Ali Bebé.
- Antonio Valdés como Fotógrafo.